# Pearcea pileifolia
Pearcea pileifolia är en tvåhjärtbladig växtart som beskrevs av J.L. Clark och L.E. Skog. Pearcea pileifolia ingår i släktet Pearcea och familjen Gesneriaceae. Inga underarter finns listade i Catalogue of Life.